# 空陸両用車

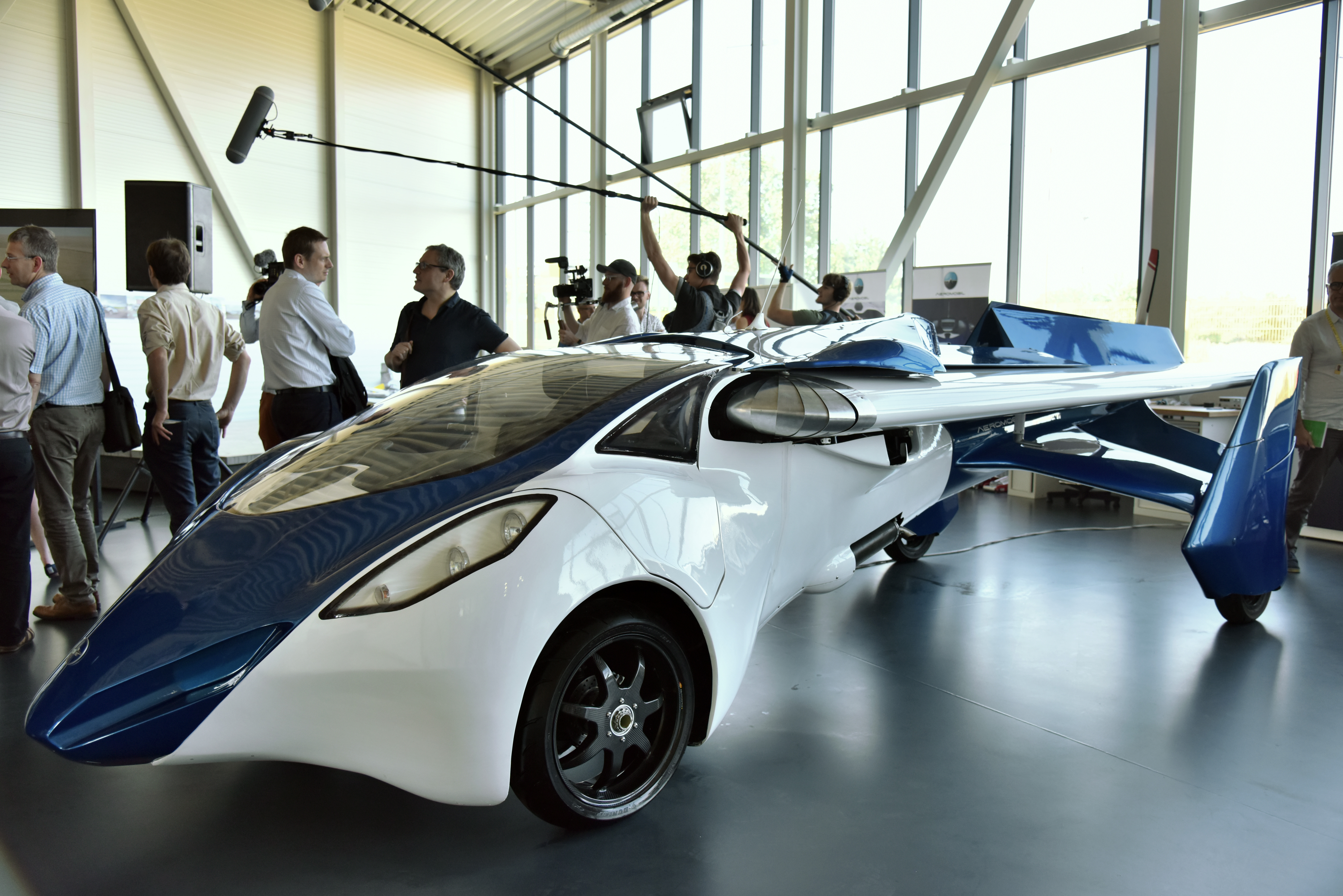
エアロモービル3.0 (2016年撮影)

空陸両用車（英: Roadable aircraft）は、空の飛行と陸の走行が可能な乗り物。空飛ぶクルマ（空飛ぶ車）の一種。
また、SF作品などに登場する空気の力で浮遊する車はエアカー（英: Air car）と呼ばれる。

## 概要
従来から飛行可能な自動車の研究は行われてきたが、航空機は単発ピストンエンジンの軽飛行機でもスーパーカー以上の価格であり、航空機の運用に必要な資格や申請が必要である。そのため、個人やベンチャー企業の小規模な研究にとどまっている。

## 歴史

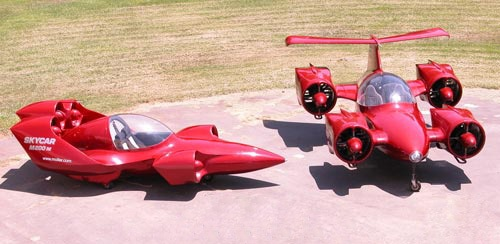
モラー・スカイカー (Moller M400)
2019年時点で未だテザーなしの飛行に成功していない

古くは1920年代に自動車王のヘンリー・フォードがflying carの開発に取り組んでいたが成功しなかった。1983年にはカナダ人ポール・モラーにより垂直離着陸型の空飛ぶ車の開発が始まった。
日本においては1997年に岐阜県工業会によって走行時に翼を折り畳むタイプの｢ミラクルビークル｣と言う空飛ぶ車の開発が発表された。しかし開発は資金難により2012年に終了した。
2014年、北米トヨタはUmesh N GandhiとTaewoo Namにより設計された飛行可能な車の特許を出願したが、開発などは行われていない。ちなみにトヨタは2020年にeVTOL型の空飛ぶクルマ開発企業との提携を発表している。
走行と飛行という相反する2つの機能を1つの乗り物だけで実現するのは技術的に困難であり、100年以上にわたって開発が進められているにもかかわらず、、空陸両用車は失敗続きだった。21世紀に入り実用可能なものが実現したものの、商業的に成功するかは未知数である。

## 事例

### Moller Skycar

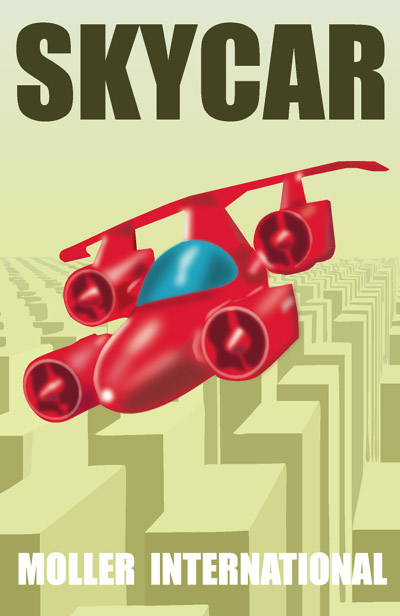
Moller Internationalによるモラー・スカイカーM400を宣伝するポスター

カナダの発明家、ポール・モラー (Paul Moller) がMoller Internationalで1980年代から40 年以上にわたって開発を続けてきたVTOL (垂直離着陸) 機能を持つ空飛ぶ車である。2022年現在までM400は飛行試験に成功しておらず、プロジェクト失敗とそれに伴う財務上の問題により、モラーは詐欺容疑で告発されている。親会社の Moller International は 2015 年から休眠状態にあり、2019年9月、株式はSECにより廃止された。

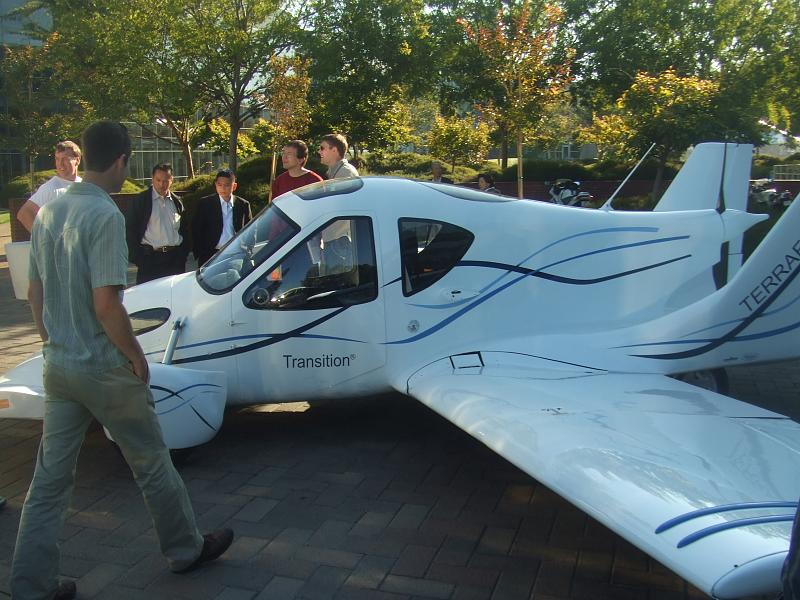
Transitionの飛行モード

### Transition
米国企業のテラフージア (Terrafugia) によるもので、2011年中に生産を開始すると発表している。30秒以内に地上走行モードから飛行モードへの切り替えが可能。また、燃料の満タン時には640～720キロの飛行ができ、最高速度は時速185km、価格は1,600万円〜2,100万円と発表している。現在、同社のホームページにて1万ドル（約80万円）で予約を受け付けている。
テラフージアではこの他にDARPAのトランスフォーマーTXという空陸両用車の製造を担当した他、「AirCar」（エアカー）という名称の空陸両用車も開発している。
2017年11月にテラフージアは中国の吉利汽車の親会社の浙江吉利控股集団に買収され、3倍の人員と資金を得てTransitionの開発体制を安定させたことから2019年の市販を発表し、2018年10月に世界初の量産型空飛ぶ車として注文開始した。

### flying Maruti
インドのバンガロールに住むヴィシュワナート (A.K. Vishwanath) がマルチ・スズキ・インディアのマルチ・800（2代目スズキ・アルトベース）を改造して製作。バンガロール空港で開催された航空ショー「エアロインディア2011」に展示された。ミツバチの飛行能力などを参考にし開発に16年を費やしたとしているが、航空力学的に飛行出来ないと言われ現在のところ飛行試験は行われていない。

### パラジェット社製スカイカー
英国企業パラジェット (Parajet) によるモーターパラグライダーを利用した空陸両用車。バギー風の車にパラグライダーのような翼を持つ。レイジ・モータースポーツ (Rage Motorsport) との共同生産、スカイカーの考案は冒険家のニール・ロートン (Neil Laughton) である。地上走行モードから飛行モードへの切り替えは3分程、離陸するための速度は時速約56km、200メートル以上の滑走路により離陸可能である。飛行モードでの最高速度は時速約110km、巡航高度約600〜900メートル、最高高度約4,500メートルとなっている。また、地上走行モードでの最高速度は時速約160km、4.5秒で時速約97kmまで加速できる。ロンドンからアフリカ・マリ共和国のトンブクトゥまで飛行するプロジェクト「スカイカー・エクスペディション2009」に成功した。将来的には車体を80kg軽量化し、約142psのヤマハ燃料噴射式3気筒エンジンを搭載する予定である。

### SkyDrive
日本の株式会社SkyDriveによる計画。当初地上走行機能を予定していたが、その後の設計変更で飛行機能のみとなった。

### AirCar
スロバキアのKleinVisionが2021年に試験飛行及び地上走行に成功。動力はBMWの排気量1.6リットルのエンジンである。